# Катастрофа Boeing 727 под Пенсаколой
Катастрофа Boeing 727 под Пенсаколой — авиационная катастрофа, произошедшая вечером понедельника 8 мая 1978 года. Авиалайнер Boeing 727-235 авиакомпании National Airlines выполнял внутренний рейс NA193 по маршруту Майами—Мелборн—Тампа—Новый Орлеан—Мобил—Пенсакола, но при заходе на посадку в пункте назначения из-за ошибочных действий экипажа врезался в воды залива Эскамбия. Из находившихся на его борту 58 человек (52 пассажира и 6 членов экипажа) погибли 3, ещё 11 получили ранения.

## Самолёт
Boeing 727-235 (регистрационный номер N4744, заводской 19464, серийный 553) был выпущен в 1968 году (первый полёт совершил 20 марта). 27 марта того же года был передан авиакомпании National Airlines, в которой получил имя Donna. Оснащён тремя турбореактивными двигателями Pratt & Whitney JT8D-7B. На день катастрофы налетал 26 720 часов.

## Экипаж
Самолётом управлял опытный экипаж, его состав был таким:
- Командир воздушного судна (КВС) — 55-летний Джордж Т. Кунц (англ. George T. Kunz). Очень опытный пилот, в авиакомпании National Airlines проработал 21 год и 5 месяцев (с 12 ноября 1956 года). Управлял самолётами Douglas DC-4, DC-6, DC-7 и DC-8. В должности командира Boeing 727 — с 23 октября 1967 года. Налетал 18 109 часов, 5358 из них на Boeing 727.
- Второй пилот — 31-летний Леонард Г. Сандерсон-младший (англ. Leonard G. Sanderson, Jr.). Опытный пилот, в авиакомпании National Airlines проработал 1 год и 4 месяца (с 20 декабря 1976 года). В должности второго пилота Boeing 727 — с 24 января 1977 года. Налетал 4848 часов, 842 из них на Boeing 727.
- Бортинженер — 47-летний Джеймс К. Стоквелл (англ. James K. Stockwell). В авиакомпании National Airlines проработал 8 лет и 11 месяцев (со 2 июня 1969 года). В должности бортинженера Boeing 727 — с 20 августа 1969 года. Налетал 9486 часов, 7050 из них на Boeing 727.

В салоне самолёта работали трое бортпроводников:
- Кэрол Дж. Кроуфорд (англ. Carol J. Crawford), 29 лет. В National Airlines с 16 марта 1968 года. Налетала на Boeing 727 свыше 5000 часов.
- Дебора У. Верпланк (англ. Deborah W. Verplank), 28 лет. В National Airlines с 26 августа 1970 года. Налетала на Boeing 727 свыше 4000 часов.
- Карл Е. Гринвуд (англ. Carl E. Greenwood), 23 года. В National Airlines с 28 января 1977 года. Налетал на Boeing 727 свыше 600 часов.

## Хронология событий

### Предшествующие обстоятельства
Boeing 727-235 борт N4744 выполнял плановый внутренний рейс NA193 из Майами в Пенсаколу с промежуточными посадками в Мелборне, Тампе, Новом Орлеане и Мобиле. Все четыре отрезка маршрута (Майами—Мелборн, Мелборн—Тампа, Тампа—Новый Орлеан и Новый Орлеан—Мобил) прошли без происшествий. Рейс NA193 вылетел из Мобила в 21:02 CDT, на его борту находились 6 членов экипажа и 52 пассажира.

## Расследование
Расследование причин катастрофы рейса NA193 проводил Национальный совет по безопасности на транспорте (NTSB).
Окончательный отчёт расследования был опубликован 15 января 1979 года.